# Chiesa di San Domenico (Orvieto)

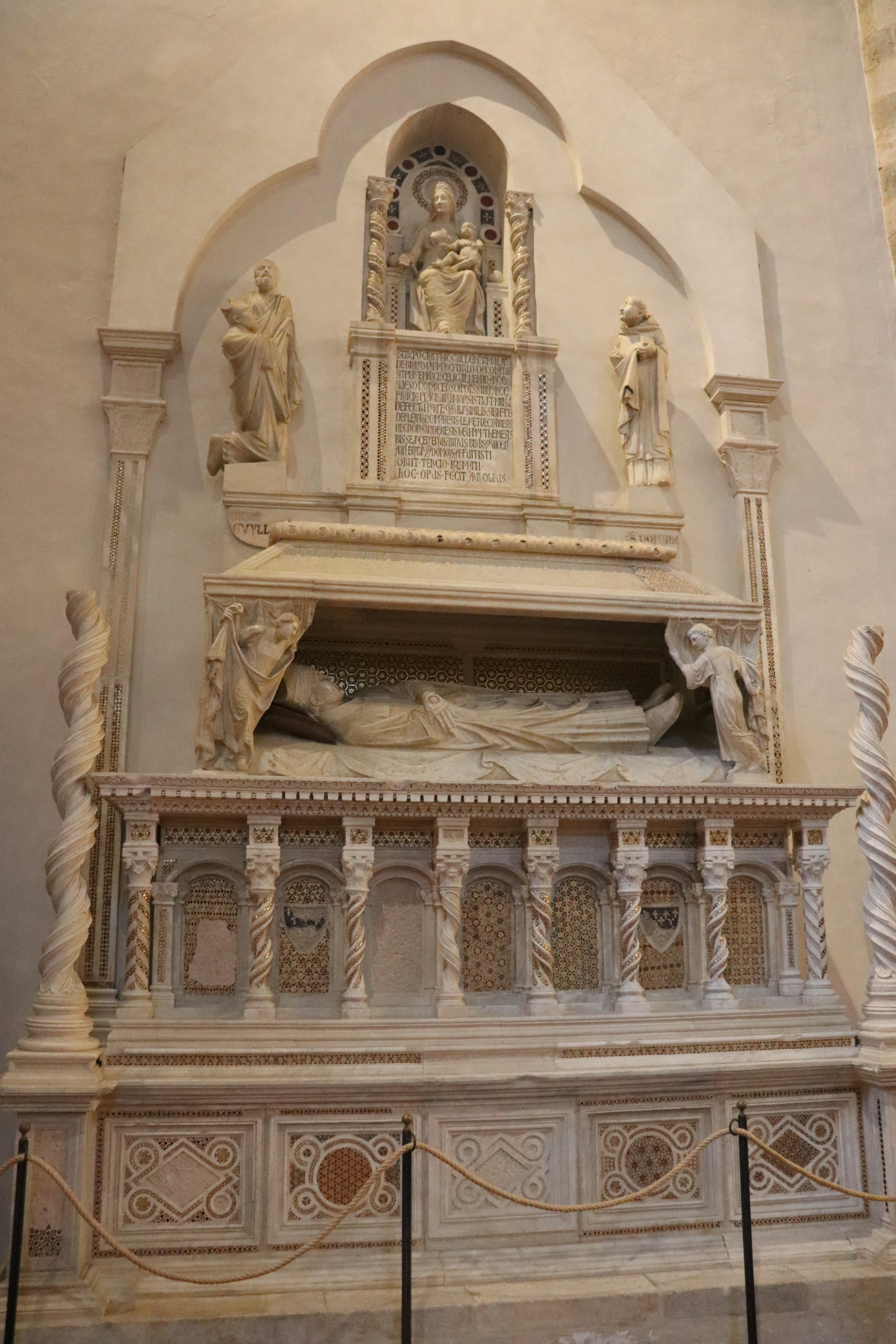
Mausoleo del cardinale De Braye

La chiesa di San Domenico è un luogo di culto cattolico di Orvieto. La sua costruzione fu iniziata nel 1233, pochi anni dopo la morte di san Domenico ed è forse una delle prime chiese dell'Ordine dei domenicani.

## Descrizione
L'edificio era costruito a tre navate e tuttora rimangono soltanto l'abside e del transetto il braccio destro, dopo che il resto del corpo della chiesa fu abbattuto nel 1932 per la costruzione dell'Accademia femminile di educazione fisica. Oggi quel complesso di edifici ospita il centro addestramento di specializzazione dei Baschi Verdi della Guardia di finanza.
All'interno della chiesa è conservata la cattedra utilizzata da Tommaso d'Aquino durante le lezioni di teologia che teneva ad Orvieto nel periodo in cui vi risiedette (1263-1264).
Monumenti degni di nota sono:
- il mausoleo del cardinale De Braye realizzato dal Arnolfo di Cambio attorno al 1282. Gli ultimi restauri hanno messo in evidenza come la statua della Madonna sia stata rimodellata da una scultura romana del II secolo a.C.;
- la cappella funeraria (cappella Petrucci) costruita da Michele Sanmicheli fra il 1516 e il 1523 sotto il coro della chiesa. Costruita in forma ottagonale, sono visibili diverse sculture sul pavimento ricollocate, dopo i restauri, nella loro posizione originaria davanti all'altare.

Dalla chiesa proviene il bellissimo Polittico con Madonna, Bambino e Santi di Simone Martini (1323-1324), conservato oggi al Museo dell'Opera del Duomo di Orvieto.

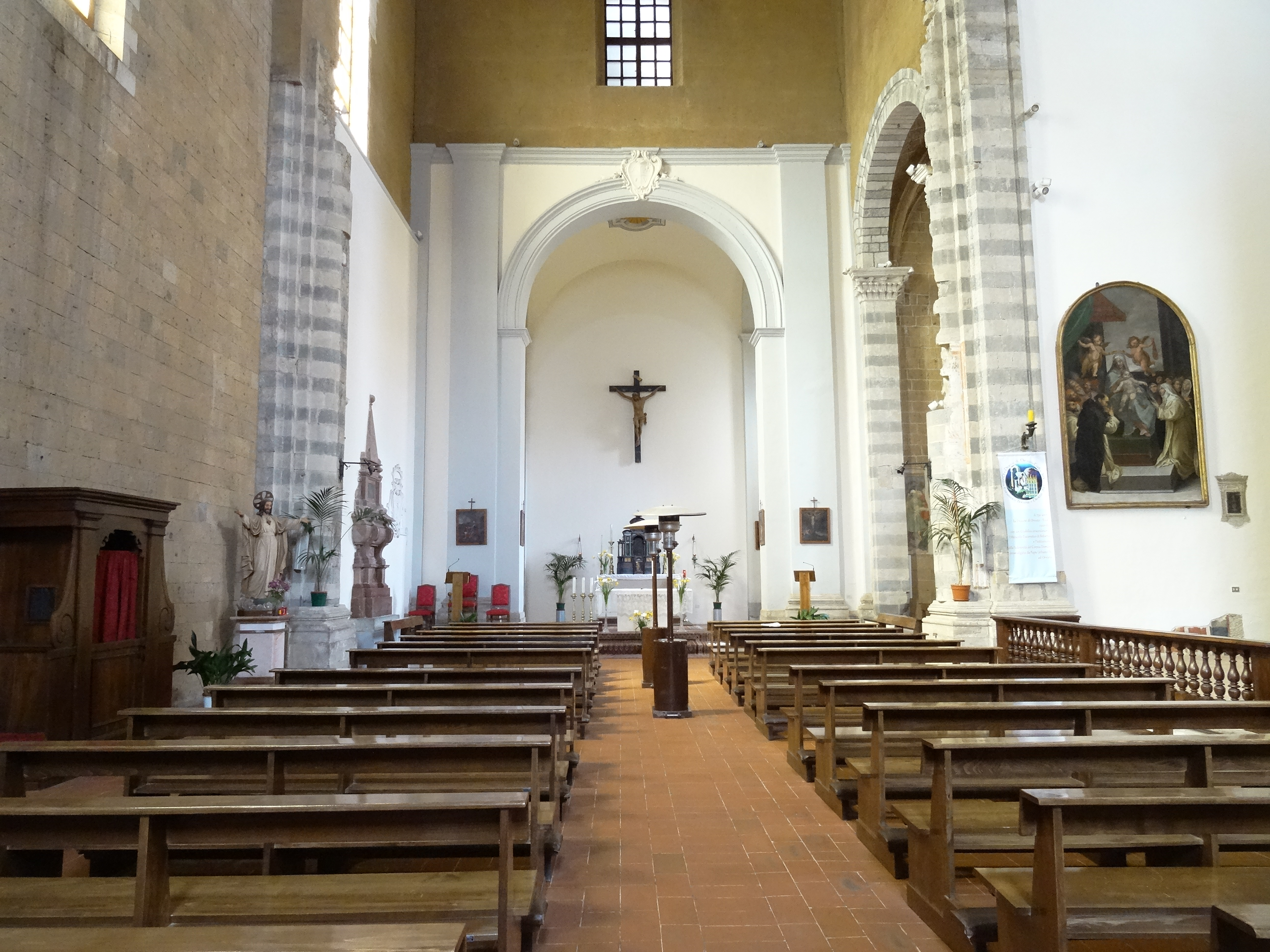
Interno della chiesa di San Domenico. Sulla sinistra si può notare il Mausoleo del cardinale De Braye.